# فيل شينيه
فيل شينيه (بالإنجليزية: Phil Chenier)‏ مواليد 30 أكتوبر 1950 في بيركيلي، هو لاعب كرة سلة أمريكي سابق بدأ مسيرته الاحترافية في سنة 1971 وحمل الرقم 45 و30 و15. يبلغ طوله 6 قدم 3 بوصة (1.9 م). اعتزل اللعب في 1981.

## فرق لعب لها
- واشنطن ويزاردز
- إنديانا بايسرز
- غولدن ستايت ووريورز

## روابط خارجية
- فيل شينيه على موقع إن بي أي (الإنجليزية)
- فيل شينيه على موقع سبورتس رفرنس (الإنجليزية)
- فيل شينيه على موقع كلية كرة السلة في سبورتس رفرنس.كوم (الإنجليزية)
- فيل شينيه على موقع ريلجم (الإنجليزية)
- فيل شينيه على موقع بروبوليرز (الإنجليزية)